# Krumvíř
Krumvíř (en allemand : Grumwirsch, précédemment : Krumwirz) est une commune du district de Břeclav, dans la région de Moravie-du-Sud, en République tchèque. Sa population s'élevait à 1 230 habitants en 2020.

## Géographie
Krumvíř se trouve à 4 km à l'est-sud-est de Klobouky u Brna, à 27 km au nord de Břeclav, à 32 km au sud-est de Brno et à 216 km au sud-est de Prague.
La commune est limitée par Klobouky u Brna et Kašnice au nord-ouest, par Dambořice au nord, par Násedlovice et Terezín à l'est, par Kobylí au sud, par Brumovice au sud-ouest.

## Histoire
La première mention écrite de la localité date de 1350.